# (8111) Hoepli
(8111) Hoepli (1995 GE) – planetoida z pasa głównego asteroid okrążająca Słońce w ciągu 4,31 lat w średniej odległości 2,65 au. Odkryta 2 kwietnia 1995 roku.